# Circunscrições eclesiásticas católicas da Bósnia e Herzegovina
A Igreja Católica na Bósnia e Herzegovina é constituída por 1 Arquidiocese Metropolitana, 2 Dioceses e 1 Ordinariato Castrense. Além disso uma diocese croata de rito latino e uma eparquia croata de rito bizantino têm jurisdição dentro da Bósnia e Herzegovina.

## Dioceses de Rito Latino

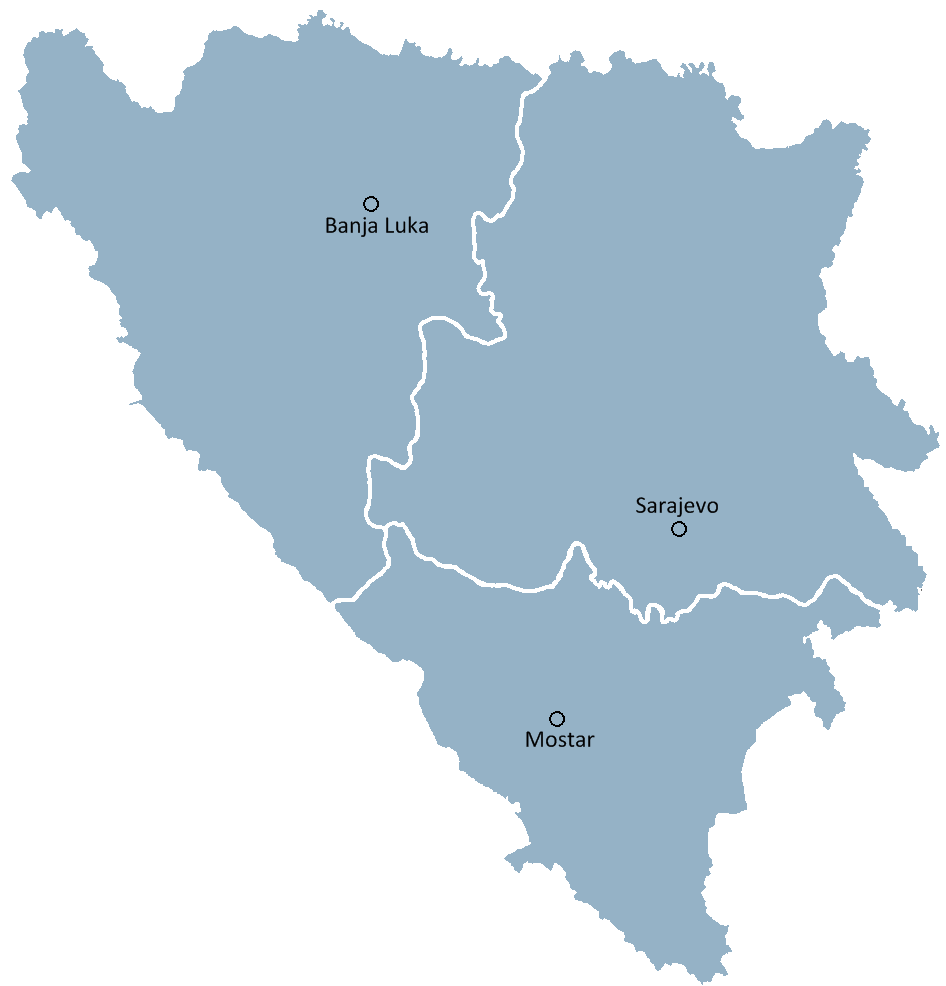
Dioceses da Bósnia e Herzegovina

## Dioceses de Rito Latino[1]

### Província Eclesiástica de Vrhbosna
- Arquidiocese de Vrhbosna (Sarajevo)
  - Diocese de Banja Luka
  - Diocese de Mostar–Duvno(-Trebinje–Mrkan)

#### Jurisdição Sui Iuris
- Ordinariato Castrense na Bósnia e Herzegovina

#### Província Eclesiástica de Rijeka (Croácia)
- Diocese de Gospić-Senj (esta diocese tem a paróquia de Zavalje, na Bósnia)[2]

## Eparquias de Rito Bizantino
- Eparquia Greco-Católica de Križevci (sediada na Croácia)